# 尼维亚克
尼维亚克（法語：Nivillac，法語發音：[nivijak]）是法国莫尔比昂省的一个市镇，属于瓦讷区。

## 地理
尼维亚克（47°32'2"N, 2°16'57"W）面积55.48 平方千米，位于法国布列塔尼大區莫尔比昂省，该省份为法国西北部沿海省份，位于布列塔尼半岛南部，北起阿摩尔滨海省、西接菲尼斯泰尔省，南濒大西洋，东南接大西洋卢瓦尔省，东临伊勒-维莱讷省。
与尼维亚克接壤的市镇（或旧市镇、城区）包括：贝加讷、圣多莱、米西亚克、埃比尼亚克、拉罗什贝尔纳、马尔藏、佩欧勒。

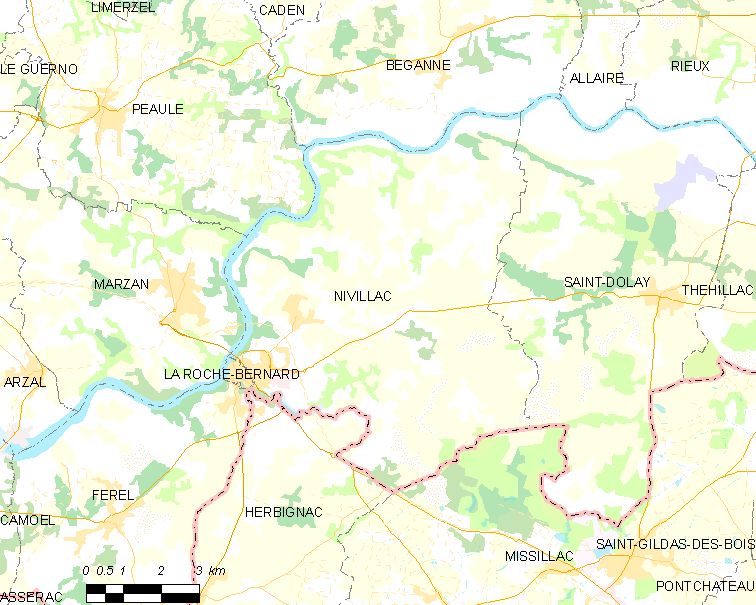
尼维亚克的OSM定位图

尼维亚克的时区为UTC+01:00、UTC+02:00（夏令时）。

## 行政
尼维亚克的邮政编码为56130，INSEE市镇编码为56147。

## 政治
尼维亚克所属的省级选区为米济亚克县。

## 人口

1962-2008年间尼维亚克人口变化图示

尼维亚克于2022年1月1日时的人口数量为4874人。